# Kermesse des écoles françaises
Pour les articles homonymes, voir Kermesse (homonymie).

## Le cadre scolaire
En France, depuis plusieurs générations, c'est généralement en fin d'année scolaire que les écoles clôturent le cycle éducatif annuel par une kermesse, fête qui fait participer les élèves, les professeurs, les parents volontaires, des élèves de l'établissement, l'association des parents d'élèves ou caisse des écoles,. Les dates définies dépendent généralement des évènements de la commune ou de l'actualité comme les Jeux olympiques d'été de 2024. La représentation se faisant en spectacle regroupant plusieurs écoles ou organisé individuellement par établissement scolaire, avec la mixité des enfants ou garçons et filles séparés selon l'époque où les écoles. C'est aussi l'occasion de lier des liens entre enseignants, enfants et parents. 

Kermesse école des filles et école des garçons 1968
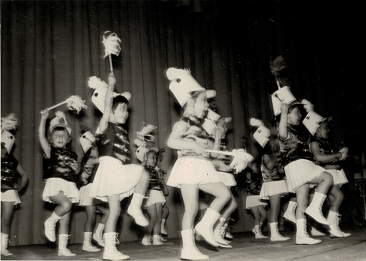
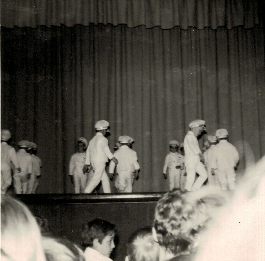

La Kermesse est souvent présentée en deux parties dont l'ordre dépend de chaque école. La première partie est l'occasion de présenter à des spectateurs bienveillants, parents ou famille, l'apprentissage des enfants. Chaque année, les enseignants doivent redoubler d'ingéniosité pour réaliser un thème différent, le fil conducteur du spectacle étant parfois liés à l'actualité. Pour les maternelles, la kermesse débute souvent par le spectacle réalisé par les élèves guidés par leur maître ou maîtresse respectif. Dans les écoles primaires, c'est parfois des chorales, des danses synchronisées ou des démonstrations sportives. Les kermesses dans les collèges, sont plus rares et les parents peu sollicités car elles se réalisent souvent entre adolescents. Ces représentations peuvent se réaliser dans la cours de l'école, sur le terrain de sport de la commune ou dans la salle des fêtes de la mairie. Tout dépend de la météorologie et du mobilier mis à disposition par les communes.

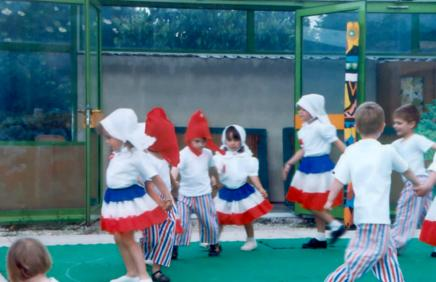
Kermesse école maternelle

La seconde partie de la kermesse prend des allures de fête foraine. Ce n'est pas seulement une fête de l'école, mais surtout une participation communale. Le bénévolat aussi est très important car l'argent parfois récolté lors de cette fête permet dans les petits villages, l'année suivante, de réaliser des sorties, ou d'acheter du matériel. Ainsi, tout le monde est sollicité. Les commerçants offrent des produits qui serviront de lot lors de divers jeux comme la marguerite, certains peuvent offrir des bons pour une coupe de cheveux gratuite, bon pour une pâtisserie ou du matériel de bricolage, place de cinéma, place de bowling et ainsi se faire connaître des gens du village. Les grandes enseignes offrent souvent des produits publicitaires car elles ont des budgets pour cela. Les parents réalisent des plats salés ou sucrés pour une vente à la buvette. Les parents ou les grands-parents qui sont bons couturiers sont aussi mis à contribution pour la réalisation des costumes. Les papas ou mamans qui sont dans des grandes entreprises peuvent aussi obtenir des lots. Le maire apporte parfois gratuitement l'aide des employés communaux voire le mobilier : chaises, bancs, la sonorisation ou la salle des fêtes lorsque le temps n'est pas au rendez-vous. Le conseil régional peut aussi être contacté et peut ainsi offrir des tee-shirt ou casquettes avec le logo de la région.

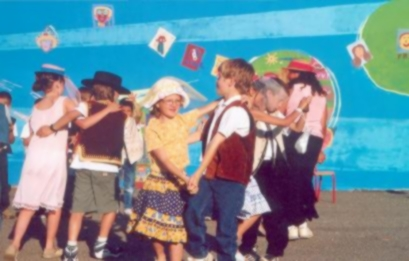
Kermesse école primaire

En général, quelques semaines avant la kermesse, les parents sont incités à s'inscrire pour aider aux préparatifs et pour la tenue des stands. Ensuite lors d'une réunion, les stands sont choisis en fonction des goûts des parents et des professeurs, puis la répartition des tâches est effectuée. Le jour J, tout est mis en place. Les stands sont réalisés, les décors du spectacle des enfants sont mis en place, les décorations sont sorties des cartons pour décorer l'école. Tout doit être prêt pour accueillir en fin d'après-midi le plus de monde possible. Certains villages font même de la publicité dans les communes avoisinantes, mais c'est souvent par le bouche à oreille que le monde se déplace.

## Le cadre réglementaire
L'organisation d'une kermesse dans les écoles doit prendre en compte plusieurs points réglementaires essentiels. Bien que ce soit une fête, il faut organiser la sécurité, les secours et définir les responsabilités.

### Formalités administratives
Plusieurs demandes administratives sont à réaliser à la mairie.
Pour la buvette, il faut obtenir l'autorisation de l'autorité municipale, en métropole seul les ventes du premier et troisième groupe sont autorisées. Dans les départements de la Guadeloupe, de la Guyane et de la Martinique, le représentant de l'Etat dans le département peut autoriser, par voie d'arrêté, la vente des boissons de quatrième groupe, dont la consommation y est traditionnelle, dans la limite maximum de quatre jours par an.

### Droits d'auteurs
Société des auteurs, compositeurs et éditeurs de musique :  Forfait « 1 an de musique à l’école, à la crèche ou au centre de loisirs », vous pourrez diffuser toute l’année de la musique dans votre école, qu’il s’agisse d’évènements en musique (animations, kermesses…) 
Société des auteurs et compositeurs dramatiques : Délivre l’autorisation d’interpréter la ou les pièces de théâtre choisie pour la kermesse. La demande doit en être faite 4 ou 5 mois avant la date prévue de la représentation. En effet, la S.A.C.D. demande systématiquement à l’auteur l’autorisation d’interpréter sa pièce.
Droit à l'image des personnes en France : Pour toutes prises de photos des enfants, il devra être demandé une autorisation préalable de leurs parents.

## Les stands
Les stands proposés sont souvent les mêmes d'une année sur l'autre : ils se déclinent généralement sous la forme de jeux qui permettent aux enfants d'obtenir des lots. Pour participer à ces activités, les familles peuvent payer directement au stand, mais alors il y a un problème de rendu de monnaie qui n'est pas très pratique, car il arrive que les parents qui s'occupent de ces stands doivent fermer l'attraction pour récupérer des pièces sonnantes et trébuchantes. La seconde possibilité est la vente de carnets de bons à l'entrée de l'école. Ainsi, les tickets serviront de monnaie de substitution : deux tickets pour une boisson, un ticket pour une pêche à la ligne.

### La buvette
C'est l'attraction la plus importante. Elle permet de garder le plus longtemps possible les familles qui peuvent se désaltérer quand il fait chaud et manger le soir avant la tombée de la nuit. On peut y trouver des jus de fruits, sodas et bières à boire avec modération bien entendu. Pour ce qui est de la nourriture, en raison des règles d'hygiène les sandwichs sont préparés au dernier moment. Les gâteaux réalisés par les parents d'élèves sont vendus en portions.

### Pêches et jeux d'adresse

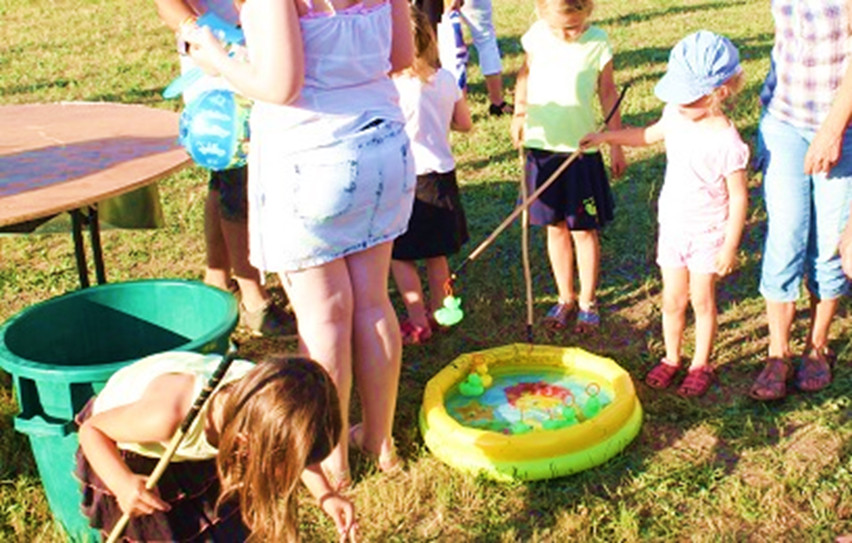
Kermesse pêche canards

À l'aide d'une canne à pêche que l'on fabrique avec une baguette d'environ un mètre, une ficelle et un petit crochet ou petit aimant. L'enfant est invité à attraper divers objets. Pour les tout-petits de maternelle, le crochet peut être directement attaché ou vissé à la canne, évitant le balancement de l'hameçon et facilitant ainsi la prise de l'objet.
- La pêche aux canards: Le but est d'attraper un ou plusieurs objets flottants dans un petit bac ou petite piscine contenant de l'eau. Sous l'objet se trouve un numéro ou une couleur qui permet d'obtenir un ou plusieurs lots à échanger au stand des lots.

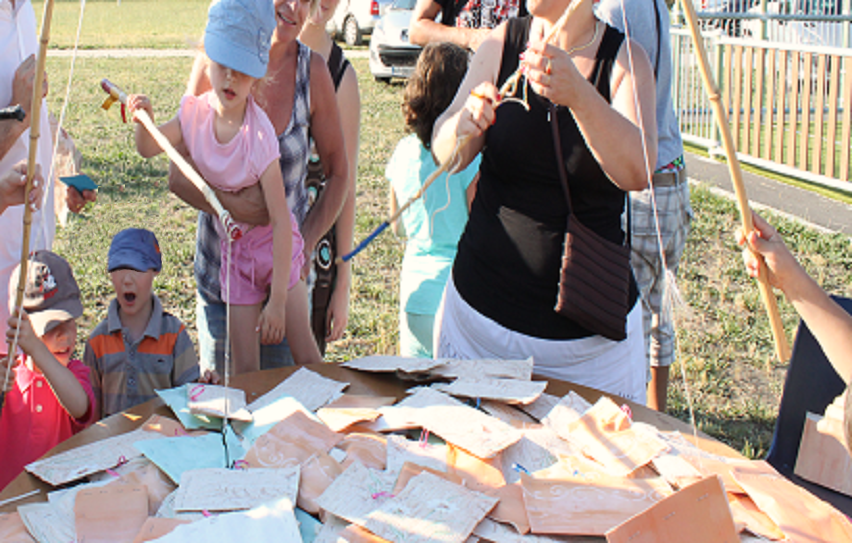
Kermesse pêche cadeaux

- La pêche aux paquets cadeaux: Des jouets, bonbons ou autres petits objets, sont emballés  dans du papier journal ou papier à tapisser, puis sont attachés avec une belle et grosse rosette pour faciliter l'accroche. Les paquets sont ensuite empilés les uns sur les autres, boucle vers le haut. Les enfants viennent attraper les objets avec la canne.Kermesse chamboule tout

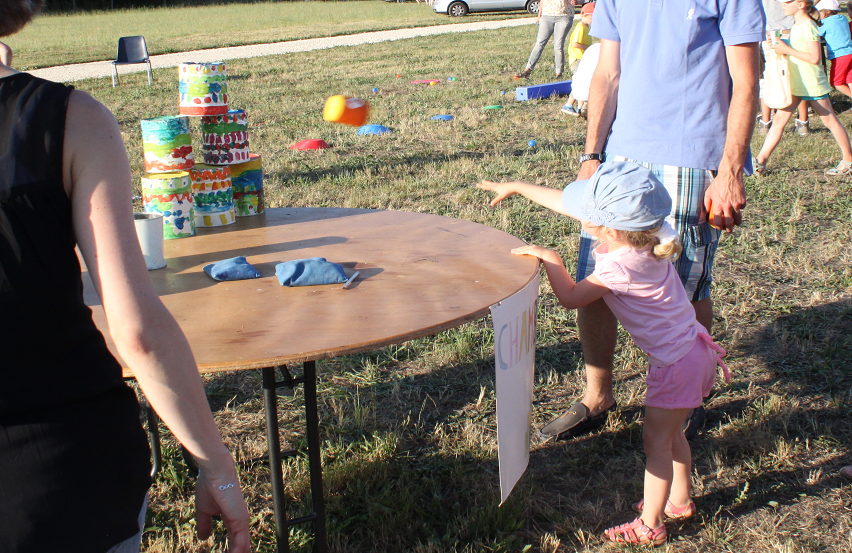
Kermesse chamboule tout

- Chamboule tout: Traditionnellement, des boîtes de conserve vides sont empilées sous forme de pyramide, et l'enfant doit faire tomber les boites par un lancer de plusieurs balles souples pour éviter les blessures ou dégâts. Kermesse lancer d'anneaux

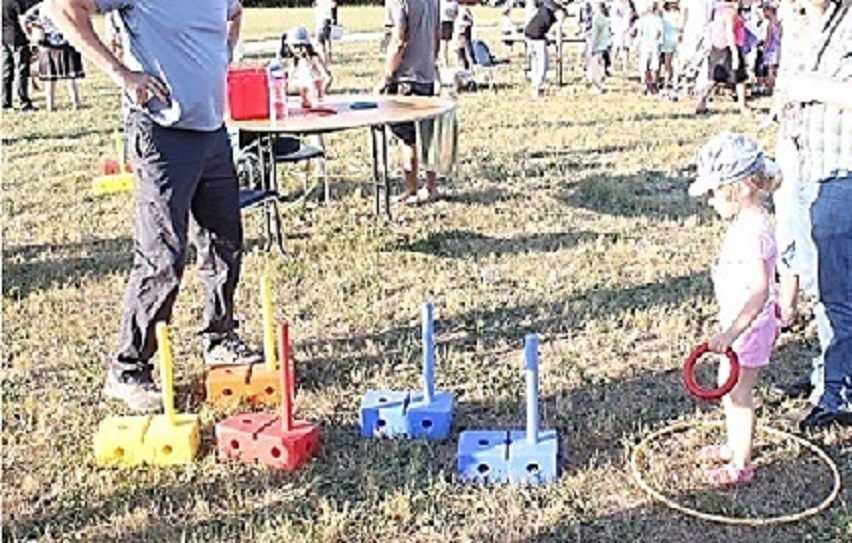
Kermesse lancer d'anneaux

- Le lancer d'anneaux: Le but est de lancer un ou plusieurs anneaux horizontalement autour d'un piquet maintenu ou planté sur un axe vertical.
- Le saucisson TGV: assez peu connue[13], cette attraction a un vif succès auprès des élèves de CM1, CM2. On installe verticalement un tuyau de descente pluviale en PVC avec un coude et un petit retour de 50 cm. Le diamètre du tuyau est de 8 cm et sa longueur environ 2 à 2,5 m. Le coude avec le petit tube de 50 cm est posé au sol et la partie longue du tuyau est accrochée verticalement à un escabeau qui sert également à atteindre l'ouverture supérieure du tube (seulement un adulte responsable du stand). Le jeu consiste à arrêter un saucisson au moment où il débouche par l'orifice inférieur. À cette fin, un couperet factice en bois est donné au joueur. Un simple bâton peut faire office. Un saucisson sec est lâché dans le tube par l'extrémité supérieure. Si le couperet bloque le saucisson à la sortie en tapant juste dessus, le joueur gagne le saucisson. Si le coup porte devant ou derrière, c'est perdu ! Prévoir une réserve de saucissons et éventuellement une glacière s'il fait chaud. Ce n'est pas si facile de gagner car le saucisson sort du tube avec une bonne vitesse. Les enfants adorent ce jeu et progressent très vite en déclenchant le coup à l'oreille au moment du passage dans le coude. Il est évidemment préférable que les saucissons soient dans leur emballage d'origine.

### Jeux de hasard
- La Tombola : Des carnets de tickets de tombola sont distribués aux enfants des écoles qui se chargent ensuite de les vendre à la famille ou aux voisins avec pour motivation une récompense au meilleur vendeur. Les enfants vendent un ou plusieurs billets en notant le nom de l'acheteur pour que la liste des gagnants soit affiché à l'école dans les jours qui suivent le tirage de la loterie de la kermesse. Le tirage des numéros de la tombola se réalise en fin de kermesse en mélangeant le talon des  souches.

- Les programmes des festivités : Ils sont vendus au début de la kermesse à l'entrée de l'école sont souvent dessinés par les enfants sur la première page et comportent un numéro qui sert à un autre tirage de loterie.

- La marguerite : La forme est constituée d'un support représentant une fleur de marguerite. Des pétales de papier comportant un numéro caché sont collés sur le support pour former la corolle. Les enfants viennent chacun leur tour effeuiller la marguerite, le numéro au dos du pétale sert à retirer un lot.